# 120 (număr)
120 (o sută douăzeci) este numărul natural care urmează după 119 și precede pe 121.

## În matematică
120:
- Este un număr compus.

120-celule cu simbolul Schläfli {5,3,3}

- Este un număr extrem compus[1][2] și un număr extrem compus superior[1][3].
- Este un număr superabundent[4]
- Este un număr colosal abundent[5]
- Este cel mai mic număr care are exact 16 divizori
- Este un număr Erdős-Woods.[6]
- Suma funcției lui Euler φ (x) pentru primele nouăsprezece numere întregi este 120.
- Este un număr harshad în baza 10.[7]
- Este un număr intangibil.[8][9]
- Este un număr multiperfect.[10]
- Este un număr slab totient[11]
- Este un număr platonic.[12]
- Este un număr practic.[13][14]
- Este un număr rotund.[15][16]
- Este un număr semiperfect (pseudoperfect).[17][18]
- Suma factorilor săi (inclusiv 1 și el însuși) este 360; exact de trei ori 120.
- Este factorialul lui 5 (120 = 5!)[19]
- Este suma perechii de numere prime gemene (59 + 61)
- Este suma a 4 numere prime consecutive (23 + 29 + 31 + 37)
- Este suma a patru puteri consecutive de 2 (8 + 16 + 32 + 64)
- Este suma a patru puteri consecutive de 3 (3 + 9 + 27 + 81)
- Este cel mai mic număr care apare de șase ori în triunghiul lui Pascal.
- Este al optulea număr hexagonal și al cincisprezecelea număr triunghiular, precum și suma primelor opt numere triunghiulare, făcându-l, de asemenea, un număr tetraedric.[20] 120 este divizibil cu primele 5 numere triunghiulare și primele 4 numere tetraedrice.
- 120° au toate unghiurile interne ale unui hexagon (suma măsurilor unghiurilor acestuia fiind de 720°, ca la orice hexagon).
- În spațiul cvadridimensional, un 120-celule are 120 de 3-fețe poliedrice.

## În știință
- Numărul atomic al unbiniliumui, un element ipotetic din sistemul periodic

## În religie

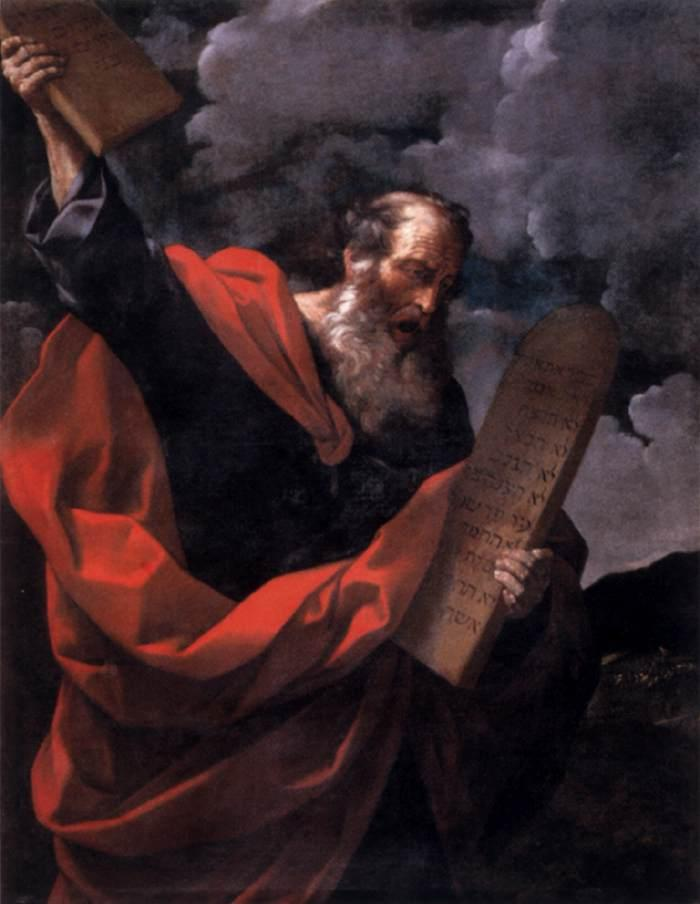
Moise ar fi trăit 120 de ani

- 120 de coți înălțime a avut clădirea Templului din Iersualim, în 2 Cronici, capitolul 3
- 120 de ani a hotărât Dumnezeu să trăiască omul (care nu este decât carne păcătoasă), în Geneza,6:3
- 120 de ani a avut Moise când a murit, în Deuteronom, capitolul 34
  - Expresia „Să trăiești până la 120 de ani” (în ebraică: עד מאה ועשרים שנה: Ad me'ah ve-essrim shana) este o binecuvântare evreiască.
- 120 de membri a avut Marea Adunare  (în ebraică: כְּנֶסֶת הַגְּדוֹלָה‎) sau Marea Sinagogă, aceștia au canonizat cărțile Bibliei ebraice și au formulat rugăciunile evreiești.

## În alte domenii
120 se poate referi la:
- Numărul de telefon pentru urgențe medicale din China
- Numărul de telefon pentru a raporta o avarie a autoturismului pe autostradă în Austria.[21]
- 120 film este un format mediu de film Kodak.
- 120 (film) este un film turc de război din 2008.
- 120 de bătăi pe minut (120 battements par minute) este un film din 2017.
- Salo sau cele 120 de zile ale Sodomei, un film din 1975.
- Numărul membrilor Knessetului.
- China Airlines Flight 120
- Rezoluția 120 a Consiliului de Securitate al Organizației Națiunilor Unite, adoptată la 4 noiembrie 1956, având în vedere situația gravă creată de Uniunea Republicilor Socialiste Sovietice în suprimarea poporului maghiar.
- În limbile germanice, numărul 120 a fost cunoscut și sub numele de „o sută”. Această expresie este acum depășită, dar este descrisă ca o suta lungă sau o sută mare în contexte istorice.[22]